# Prezid
Prezid est une localité de Croatie située dans la municipalité de Čabar, dans le comitat de Primorje-Gorski Kotar. En 2001, la localité comptait 877 habitants.

## Démographie
| 1948 | 1953 | 1961 | 1971 | 1981  | 1991  | 2001 |
| ---- | ---- | ---- | ---- | ----- | ----- | ---- |
| 977  | 917  | 927  | 963  | 1 000 | 1 021 | 877  |